# Paul Stagg Coakley

Wappen von Paul Stagg Coakley

Paul Stagg Coakley (* 3. Juni 1955 in Norfolk) ist ein US-amerikanischer Geistlicher und römisch-katholischer Erzbischof von Oklahoma City.

## Leben
Der Bischof von Wichita, David Monas Maloney, weihte ihn am 8. April 1982 zum Diakon und der Bischof von Wichita, Eugene John Gerber, spendete ihm am 21. Mai 1983 die Priesterweihe.
Papst Johannes Paul II. ernannte ihn am 21. Oktober 2004 zum Bischof von Salina. Der Erzbischof von Kansas City in Kansas, James Patrick Keleher, spendete ihm am 28. Dezember desselben Jahres die Bischofsweihe; Mitkonsekratoren waren Eugene John Gerber, emeritierter Bischof von Wichita, und George Kinzie Fitzsimons, Altbischof von Salina. Als Wahlspruch wählte er Duc in Altum.
Am 16. Dezember 2010 wurde er von Papst Benedikt XVI. zum Erzbischof von Oklahoma City ernannt und am 11. Februar des nächsten Jahres in das Amt eingeführt.